# Ромбоподібна тетра
Ромбоподібна тетра, або тетрагоноптерус — невелика прісноводна риба родини харацинових, що мешкає у річках та стоячих водоймах Південної Америки на території Бразилії, Парагваю та Аргентини. Вперше описана у 1907 році.
Одна з популярних акваріумних риб.

## Ареал
Трапляється, в основному, в водоймах Лаплатської низовини — басейни річок  Парана та Уругвай.

## Опис риби
Ромбоподібна тетра має видовжене, сильно стиснуте по боках тіло довжиною від 6 до 8 см. Основний тон забарвлення — сріблястий. Спина коричнево-оливкового кольору, хвостовий, анальний та черевні плавці червонуваті або жовтуваті. В основі хвостового плавця розташоване темна пляма у формі ромба. Вздовж бокової лінії тягнеться бліда зеленувато-жовта смуга. Верхня половина райдужки ока червоного кольору. Самці зазвичай стрункіші за самок та мають інтенсивніше забарвлення плавців. Тривалість життя рибки в акваріумі може досягати 5-6 років.

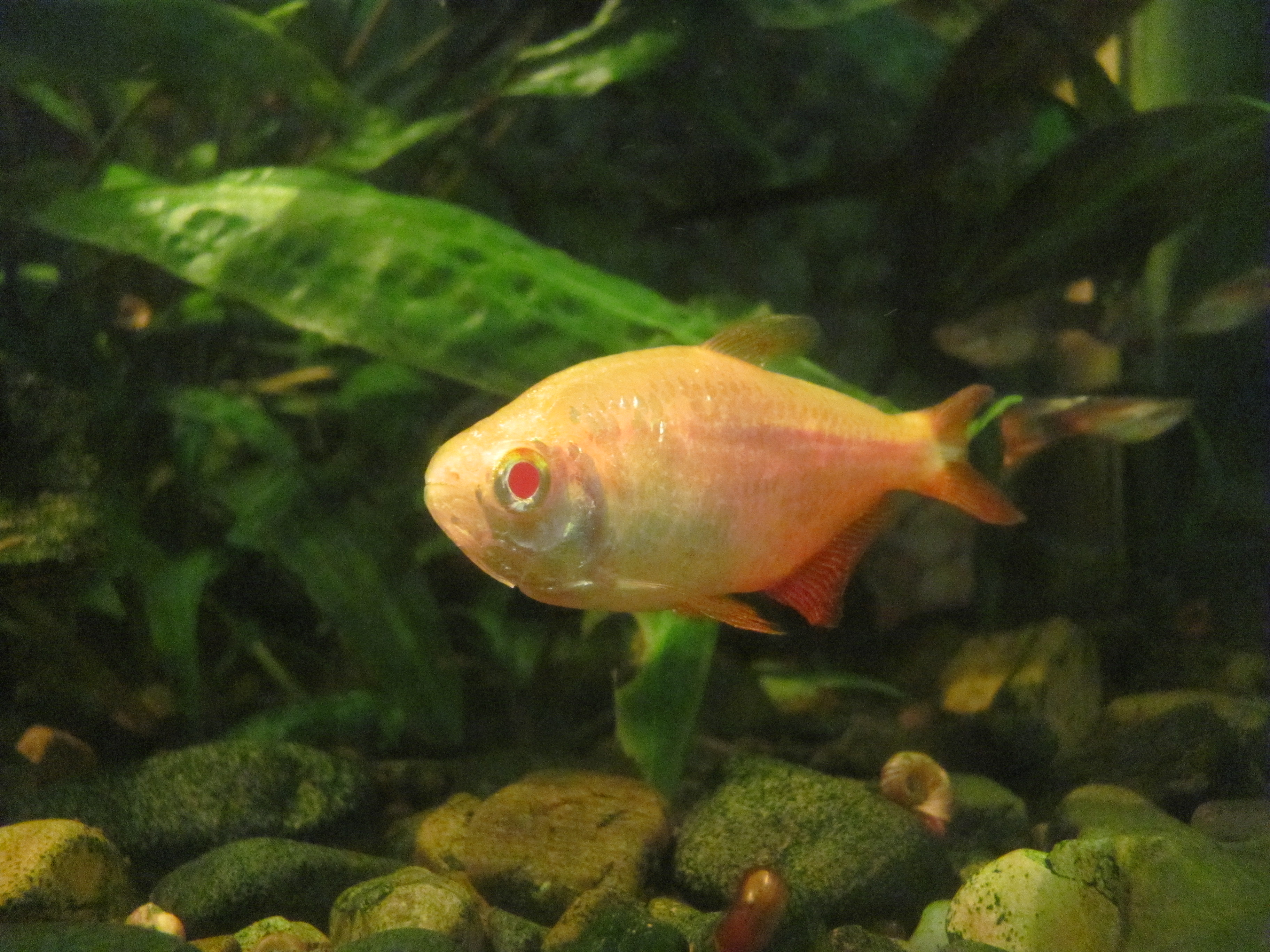
Альбіносна форма

В продажі часто можна зустріти штучно виведену альбіносну форму тетри.

## Спосіб життя
Ромбоподібна тетра — зграйна рибка. Харчується комахами, їх личинками, черв'яками, ракоподібними, а також рослинами. Під час нересту самки відкладають до 1000 ікринок. Мальки вилуплюються через 1-2 доби (в залежності від температури води).

## Утримування в акваріумах
Невибаглива до умов утримання. Бажано утримувати зграйкою від 5 осіб. При недостатньому харчуванні та одиночному утриманні можуть общипувати плавці повільних мирних рибок.
Рибка всеїдна, підходить будь-який живий, рослинний чи комбіновний корм, а також сухі корми. Корм повинен бути різноманітним, включати компоненти як тваринного, так і рослинного походження. Може об'їдати ніжні частини акваріумних рослин.
Параметри води:
- Температура — 16—28 °C; рекомендовано 22-26 °C
- Твердість — принципового значення немає;
- Кислотність — pH 5.5-8.5.